# (48575) Hawaii
(48575) Hawaii (1994 NN) – planetoida z pasa głównego asteroid okrążająca Słońce w ciągu 5,36 lat w średniej odległości 3,06 j.a. Odkryta 4 lipca 1994 roku.